# Lucien Berland
Lucien Berland (Ay (Marne), 14 de maio de 1888 - Versailles, 18 de agosto de 1962) foi um entomólogo e aracnólogo francês.
Desde cedo interessado pelos fenómenos naturais, fez os seus estudos no lycée Charlemagne e, depois, na Sorbonne onde se licenciou em Ciências Naturais em 1908. Aconselhado por Emil Racovita (1868-1947) e Alice Pruvot-Fol (1873-1972), começa a estudar as aranhas. Conhece, então, Louis Eugène Bouvier (1856-1944) do Museu de Paris que o apresenta Eugène Simon (1848-1924), o mais célebre aracnólogo da época.
Berland entra no Muséum national d'histoire naturelle como assistente em 1912 no âmbito do laboratório de entomologia, dirigido por Eugène Bouvier. Berland fica também encarregado das colecções de miriápodes, aracnídeos, neurópteros, ortópteros e himenópteros. Cinco anos amais tarde, a cadeira foi dividida e o laboratório restringiu-se aos insetos. Berland ficou gravemente ferido em Verdun durante a Primeira Guerra Mundial. Um dos seus filhos foi fuzilado pelos Alemães em 1944. Passa a dirigir a Sociedade Zoológica de França em 1952.
É, entretanto, responsável por mais de 200 publicações consagradas maioritariamente a questões de sistemática. Berland interessa-se igualmente pelo comportamento das aranhas e de predadores himenópteros. Efetua várias viagens à África saariana e do Norte. Com Louis Fage (1883-1964) leva a cabo a publicação póstuma de Arachnides de France (1874-1937) de Eugène Simon. Estuda as aranhas registadas por Charles A. Alluaud (1861-1949) e René Gabriel Jeannel (1879-1965) da África Oriental (1911-1912). Traduziu do alemão Arachnida (1919) de Carl Friedrich Roewer (1881-1963) e do inglês La Menace des insectes (1935) de Leland Ossian Howard (1857-1950).

## Lista parcial de publicações
- 1925 : Faune de France. 10, Hyménoptères vespiformes, I, Sphegidae, Pompilidae, Scoliidae, Sapygidae, Mutillidae (Paul Lechevalier, Paris).
- 1927 : « Les Araignées ubiquistes, ou à large répartition, et leurs moyens de dissémination », Compte rendu sommaire des séances de la Société de biogéographie, 23 : 65-67.
- 1929 : Faune de France. 19, Hyménoptères vespiformes, II, Eumenidae, Vespidae, Masaridae, Bethylidae, Dryinidae, Embolemidae (Paul Lechevalier, Paris).
- 1929 : « Araignées recueillies par Madame Pruvot aux îles Loyalty », Bulletin de la Société zoologique de France, LIV : 387-399.
- 1929 : com Léon Bertin (1896-1954), La Faune de la France. Fascicule 2. Arachnides et Crustacés (Delagrave, Paris).
- 1930 : « Curieuse anomalie oculaire chez une araignée », Bulletin de la Société zoologique de France, LV : 193-195.
- 1932 : Les Arachnides : (scorpions, araignées, etc.) : biologie systématique (Paul Lechevalier, Paris).
- 1933 : « Sur le parasitisme des phorides (diptères) », Bulletin de la Société zoologique de France, LVIII : 529-530.
- 1934 : « Un cas probable de parthénogenèse géographique chez Leucorpis Gigas (Hyménoptère) », Bulletin de la Société zoologique de France, LVIX : 172-175.
- 1934 : « Une nouvelle espèce de Nemoscolus (araignée) du Soudan français, et son industrie », Bulletin de la Société zoologique de France, LVIX : 247-251.
- 1934 : com Jacques Pellegrin (1873-1944), « Sur une araignée pêcheuse de poissons », Bulletin de la Société zoologique de France, LVIX : 210-212.
- 1938 : Les Araignées (Stock, Paris, collection Les Livres de nature).
- 1938 : com Francis Bernard (1908-1990), Faune de France. 34, Hyménoptères vespiformes. III. (Cleptidae, Crysidae, Trigonalidae) (Paul Lechevalier, Paris).
- 1939 : Les Guêpes (Stock, Paris, collection Les Livres de nature).
- 1940 : com Raymond Benoist (?-1970), F. Bernard et Henri Maneval (1892-1942), La Faune de la France en tableaux synoptiques illustrés... Tome 7. Hyménoptéres (Delagrave, Paris).
- 1941 : com Jacques Millot (1897-1980), Les Araignées de l'Afrique Occidentale Française (Éditions du Muséum, Paris), Mémoires du Muséum national d'histoire naturelle. Nouvelle série. T. XII. Fascicule 2.
- 1942 : Les insectes et l'homme (Presses universitaires de France, Paris, Collection Que sais-je ?, n° 83) – troisième édition, 1962.
- 1944 : Les Scorpions (Stock, Paris, collection Les Livres de nature).
- 1947 : Atlas des hyménoptères de France, Belgique, Suisse (Boubée, Paris) – réédité en 1958, 1976.
- 1947 : Faune de France. 47, Hyménoptères tenthrédoïdes (Paul Lechevalier, Paris).
- 1955 : Les Arachnides de l'Afrique noire française (IFAN, Dakar).
- 1962 : Atlas des Névroptères de France, Belgique, Suisse. Mégaloptères, Raphidioptères, Névroptères planipennes, Mécoptères, Trichoptères (Boubée, Paris).